# Mandouard
Pour les articles homonymes, voir Mandouard (homonymie).
Mandouard est un village du Sénégal situé en Basse-Casamance. Il fait partie de la communauté rurale de Coubalan, dans l'arrondissement de Tenghory, le département de Bignona et la région de Ziguinchor.
Lors du dernier recensement (2002), le village comptait 207 habitants et 29 ménages.